# Kilian Kirchhoff
Pour les articles homonymes, voir Kirchhoff.
Kilian Kirchhoff, né le 18 décembre 1892 au village de Rönkhausen (commune de Finnentrop) et mort décapité le 24 avril 1944 à la prison de Brandebourg, est un prêtre franciscain allemand exécuté par les nazis.

## Biographie
Josef Kirchhoff entre le 19 avril 1914 dans l'ordre des frères mineurs et prend le nom de Kilian en l'honneur de saint Kilian, apôtre de la Franconie. Il est ordonné prêtre le 1er avril 1922, en même temps que Lorenz Jaeger futur archevêque, en la cathédrale Saint-Liboire-et-Saint-Kilian de Paderborn. Il se fait un nom en tant que traducteur des hymnes des Églises orientales du grec en allemand. Le titre et l'inspiration de son œuvre en quatre volumes, Die Ostkirche betet (L'Église d'Orient prie), provient d'un ami moine russe du Mont Athos, Vassili Krivoschein (Kriwoszein). Son confrère Elpidius Markötter, futur martyr, a également collaboré aux traductions pour cet ouvrage.
Critique dès le début du régime athée du Troisième Reich, il est finalement arrêté le 21 octobre 1943 par la Gestapo, sur dénonciation d'une femme de Cassel, pour avoir émis ouvertement des opinions contraires au national-socialisme. Mgr Jaeger, également byzantinologue, témoigne en sa faveur; mais il est condamné à mort par le Volksgerichtshof de Roland Freisler, le 7 mars 1944. Le nonce apostolique, Mgr Orsenigo, implore une demande de grâce aux autorités qui est refusée. Le P. Kirchhoff est décapité le 24 avril suivant à la prison de Brandebourg. Ses cendres ont été enterrées le 1er avril 1950 dans la sépulture des franciscains du couvent de Werl située au cimetière du Parc de Werl.

## Œuvres
- Licht vom Licht (Lumière de la lumière) de Syméon le Nouveau Théologien
- Die Ostkirche betet (L'Église d'Orient prie), 1934-1937, en quatre volumes
- Der Osterjubel der Ostkirche (La Jubilation de Pâques de l'Église d'Orient), en deux volumes
- Hymnen der Ostkirche (Hymnes de l'Église orientale), en trois volumes

## Source
- (de) Cet article est partiellement ou en totalité issu de l’article de Wikipédia en allemand intitulé « Kilian Kirchhoff » (voir la liste des auteurs).